# 騎都尉
騎都尉（きとい）は、中国の前漢以降にあった官職である。
前漢においては、光禄勲（郎中令）に属し、秩禄は比二千石であった。宣帝の時から、羽林を中郎将と騎都尉に監督させるようにした。西域都護を兼任することがあった。
後漢でも光禄勲に属し、秩禄は比二千石であった。
それ以降も存続したが、晋においては奉車都尉、駙馬都尉と並んで三都尉と呼ばれて宗室や外戚に与えられ、朝廷の集まりに参加するだけの官となっていた。
唐では勲官の一つとなり、実態は無くなっていた。